# Giusva Branca
Giuseppe Valerio Branca, também conhecido como Giusva  (Melito di Porto Salvo, 10 de janeiro de 1967), é jornalista, blogueiro e gerente esportivo italiano.  Atualmente é o presidente do Viola Reggio Calabria.

## Biografia
Nascido em 1967, estuda no Licèu Leonardo da Vinci de Reggio Calabria e forma-se em direito na Università Magna Graecia de Catanzaro, em 1991. É advogado por dez anos, até 2004, mas cultiva sempre a paixão do basquete, do futebol e do jornalismo.
Em 1996 trabalha como jornalista para o Reggina Calcio, quando o team està na primeira divisão. Em 2003 travalha como jornalista na Reggio Tv, e em 2005 è team manager do Viola basket. Em 2007-2008 è diretor de Telereggio. Desde 2006 atè hoje è diretor de um jornal online.
Em 20 de julho de 2006 casa-se com Giada Katia Helen Romeo.

## Livros publicados
- Cacciatori di tigri. Il racconto del primo campionato della Reggina in serie A, Iiriti Editore
- Pallone e carri armati. Il calcio ai tempi della rivolta di Reggio Calabria, Ultra
- Reggio Calabria e la sua Reggina. Un intreccio di storia e destini 1964-2002, Laruffa - com Francesco Scarpino
- Idoli di carta. Quando il pallone si sgonfia comincia la vita: storie, passate e presenti, di undici ex-calciatori della Reggina, Laruffa
- Reggina (1914-2008). La storia, Laruffa
- Che anni quegli anni. La storia della viola basket, l'epopea della squadra che rimise assieme una città, Urba Books
- I giorni del ragno. Anni '70: l'Italia cambia pelle ed una tela mette assieme terrorismo, eversione, mafia e 'ndrangheta, Laruffa
- Collana libri Fare Fortuna, Urba Books - com Raffaele Mortelliti
- Calabresi Testadura, Urba Books - com Raffaele Mortelliti
- Calabresi Culturatori diretti, Urba Books - com Raffaele Mortelliti

## Honrarías
- 2014: Premio nazionale Iustitia - Rosario Livatino, seção educação à legalidade e promoção da cidadania ativa